# Madone de Brando
La Madone de Brando, appelée à l'origine La Vierge en trône tenant l'enfant, entourée de quatre anges musiciens, est un tableau des peintres florentins Simone da Firenze et Rocco di Bartolomeo , vraisemblablement donné en ex-voto ou commandé[réf. souhaitée] par le couvent franciscain de Brando, en Haute-Corse. 
Cette Maestà est une Vierge au chardonneret entourée de quatre angelots musiciens. Le panneau de bois mesure 1,98 m de haut, il est peint à l'huile sur fond d'or dans le style gothique vénitien, utilisé comme retable derrière l'autel du couvent.

## Historique
Vers 1500, le tableau est peint par deux peintres florentins : Simone da Firenze et Rocco di Bartolomeo, il est appelé à l'origine La Vierge en trône tenant l'enfant, entourée de quatre anges musiciens. Il est utilisé comme retable dans le couvent Saint-François (San Francescu) de Brando.
Pendant la Révolution française, l'œuvre a été déplacée dans l'église du village de Brando pour échapper à la ruine du couvent.
En 1837, elle a ensuite été vendue par le conseil de fabrique au collectionneur lyonnais Albin Chalandon en vue de financer la restauration de l'église. Il renomme l'œuvre La Madone de Brando. Elle est restée dans la famille de celui-ci jusqu'en 2023, où elle a été confiée aux commissaires-priseurs De Baecque et associés, pour être vendue aux enchères.
La vente annoncée a cependant été annulée en dernière minute sur décision du Ministère de la Culture, lequel considère la commune corse d'origine comme propriétaire légitime du retable ce qui justifierait qu'à terme, ce dernier soit fasse partie des collections du musée de la Corse. De son côté, De Baecque et associés affirment que le tableau ne relève pas du domaine public. Il ne pourrait donc en faire partie qu'après une vente, qui peut aussi être préemptée par l'État. Dans l'attente d'une décision de justice, le tableau reste sous séquestre au cabinet du commissaire priseur. De son côté, la Collectivité de Corse a lancé une collecte pour racheter l'œuvre. .
En janvier 2024, il est désormais acquis que la Madone de Brando rentrera bien en Corse, un accord tripartite ayant été trouvé entre les différents intervenants: le tableau est racheté au prix estimé pour la vente aux enchères (350 000 €), par les pouvoirs publics, pour la mairie de Brando.  
Elle sera exposée au musée de la Corse à Corte et mis à disposition de la Collectivité de Corse, notamment de l'église de son lieu d'origine,. 